# Felipe Bragança
Pour les articles homonymes, voir Bragança.
Felipe Bragança, né le 25 décembre 1980 à Rio de Janeiro (Brésil), est un réalisateur brésilien.

## Filmographie partielle

### Comme réalisateur
- 2009 : A Fuga, a Raiva, a Danca, a Bunda, a Boca, a Calma, a Vida da Mulher Gorila
- 2010 : Desassossego (Filme das Maravilhas)
- 2010 : A alegria
- 2013 : Fernando Que Ganhou Um Pássaro Do Mar (court métrage)
- 2015 : Escape from My Eyes (court métrage)
- 2017 : La fille alligator (Não Devore Meu Coração)
- 2020 : Um animal amarelo

### Comme scénariste
- 2006 : Le Ciel de Suely (O Céu de Suely) de Karim Aïnouz
- 2012 : Heleno de José Henrique Fonseca
- 2014 : Praia do Futuro de Karim Aïnouz